# Atécopol
L'Atelier d'écologie politique (Atecopol) de Toulouse est un collectif de scientifiques toulousains et toulousaines pluridisciplinaire créé en 2018 afin de fédérer les chercheuses et chercheurs réfléchissant aux bouleversements écologiques en cours et à venir. Il comptait 268 membres en janvier 2025. 
Son objectif est de « partager les savoirs et de les rendre opérants », pour faire face aux défis des transitons multiples en cours. Il bénéficie d'un soutien institutionnel, puisqu'il est actuellement plateforme d'expertise de la Maison des sciences de l'homme et de la société de Toulouse. 
Cet atelier de chercheuses et chercheurs du monde académique (universités, écoles d'ingénieurs, CNRS...) relève du courant scientifique political ecology.  
L'Atécopol organise des séminaires ouverts au grand public à Toulouse et publie régulièrement des tribunes dans les journaux français, ainsi que des billets sur un blog de Mediapart. Les membres du collectif ont été à l'initiative de la publication aux éditions du Seuil du livre Greenwashing. Manuel pour dépolluer le débat public (2022),,, et du livre "Débrancher la 5G? Enquête sur une technologie imposée".
L'Atécopol de Toulouse fait partie du "Mouvement pour des Savoirs Engagés et Reliés", qui réunit plusieurs collectifs de scientifiques engagés, et a également participé à l'élaboration du programme scientifique Horizon Terre.
L'initiative toulousaine de l'Atécopol a essaimé dans plusieurs villes de France, où des collectifs similaires ont vu le jour, sous des appellations diverses : Atécopol Montpellier, Atécopol Aix-Marseille, Abécopol (Bordeaux), Écopolien (Paris et Ile-de-France), Épolar (Rennes), La Fabrique des questions simples (Lyon), Penser les transitions (Dijon), Catécopol (Perpignan) Atécopol Nantes. 